# Just a Song at Twilight
Pour plus de détails, voir Fiche technique et Distribution.
Just a Song at Twilight est un film muet américain réalisé par Burton L. King et Carlton S. King (en), sorti en 1916.

## Fiche technique
- Titre : Just a Song at Twilight
- Réalisation : Burton L. King et Carlton S. King (en)
- Scénario : Henry Albert Phillips
- Photographie : Harry Leslie Keepers
- Producteur :
- Société de production : Dixie Film Company
- Sociétés de distribution : Producers Security Corporation
- Pays de production :  États-Unis
- Langue : Anglais
- Métrage : 1 500 m
- Format : Noir et blanc — 35 mm — 1,33:1 — Muet
- Genre : Film dramatique
- Durée : 50 minutes
- Date de sortie : 
  - États-Unis : décembre 1916

## Distribution
- Richard Barthelmess : George Turner
- Pedro de Cordoba : Carlysle Turner
- Evelyn Greeley : Lucy Winter / Lucy Lee (sa mère)
- Charles Wellesley : Stephen Winter (le père de Lucy)
- Nellie Grant : Mrs. Grant
- Frank A. Lyons : John Mallory